# Bitwa pod Kunaksą
Bitwa pod Kunaksą – starcie zbrojne, które miało miejsce 3 września 401 roku p.n.e. w trakcie bratobójczej wojny między królem perskim Artakserksesem II i jego bratem Cyrusem Młodszym.
Gdy po śmierci ojca Dariusza II w 404 roku p.n.e. władzę w Persji objął Artakserkses, matka (Paryzatyda) nie chciała uznać jego za szachinszacha i nakłaniała Cyrusa do powstania. Ten się zgodził i zaczął się przygotowywać.
Spisek został wykryty - Cyrusa schwytano i skazano na śmierć. Jednak, dzięki staraniom matki, wyrok zamieniono na wygnanie. W Azji Mniejszej Cyrus zebrał armię złożoną z Persów i około 13 tysięcy najemnych Greków. Składającymi się z doświadczonych weteranów wojny peloponeskiej oddziałami greckimi dowodził wódz spartański Klearchos.
We wrześniu 401 roku p.n.e. armia Cyrusa dotarła w pobliże Babilonu w Mezopotamii. Pod wioską Kunaksa doszło do spotkania z siłami perskimi Artakserksesa II.
Grecy uderzyli na Persów rozbijając ich szyki i zmuszając do odwrotu. W trakcie bitwy doszło do pojedynku obu braci. Cyrus ranił Artakserksesa, lecz po chwili trafiony włócznią w twarz zginął na polu bitwy. Król nakazał odciąć głowę i prawą dłoń zabitego brata ku przestrodze wrogom.
Grecy jednak nie wiedzieli o śmierci swojego wodza i walczyli nadal rozbijając skrzydło Persów. Dopiero gdy nazajutrz dowiedzieli się o śmierci Cyrusa, zrezygnowali z dalszej walki i rozpoczęli odwrót do Grecji (zobacz: marsz dziesięciu tysięcy).
Wśród Greków walczył Ksenofont – słynny Ateńczyk na żołdzie Cyrusa, który później przeszedł na służbę Sparty.

## Ustawienie wojsk[1]
Dokładne informacje o ustawieniu wojsk dostępne są jedynie o wojskach Cyrusa i to w odniesieniu do kontyngentu Greków.

### Armia Cyrusa
Prawe skrzydło, w którym zebrani zostali Grecy przylegało do brzegu rzeki Eufrat, co miało zabezpieczyć ich przed okrążeniem. 
Prawą część skrzydła zajął dowodzący grekami Klearchos ze swymi hoplitami, obok niego Proksenos z ciężkozbrojną piechotą, oddział peltastów (lekka piechota) i 1 000 barbarzyńskich jeźdźców. Lewą część skrzydła zajmował oddział hoplitów dowodzony przez Menona.
Lewe skrzydło, które stanowiło większość wojska, zajmowały oddziały perskie pod dowództwem Arjanosa. Poprzedzało je 20 rydwanów z kosami bojowymi.
Pośrodku armii, obok Menona znajdował się Cyrus z 600 ciężkozbrojnymi jeźdźcami, wywodzącymi się z najlepszych rodów Persji. Sam Cyrus szedł do boju z obnażoną głową, bez pancerza. Tabory pozostawiono daleko z tyło. Dobrze zaopatrzony ogromny tabor Persów i mniejszy obóz Greków.

### Armia Artakserksesa II
Wojska Artakserksesa II były znacznie liczniejsze od wojsk Cyrusa. Perskim zwyczajem były pogrupowane narodowościami w kwadraty. Lewym skrzydłem naprzeciw Greków dowodził Tissafernes, który posiadał spore doświadczenie w walce z Grekami. Prawe skrzydło to wojska dwóch wodzów perskich Gobyrasa i Arbakesa. Centrum armii zajmował król Artakserkses II z 6 000 ciężkozbrojnej jazdy. Przed linią wojsk jechały wozy zaopatrzone w kosy.

## Przebieg bitwy[1]
Armia Cyrusa posuwała się od kilku dni, spodziewając się w każdej chwili napotkać przeciwnika. 3 września rano zwiadowca przyniósł wiadomość, że nadchodzi wojsko króla przygotowane do walki. Żołnierze Cyrusa w pośpiechu uformowali szyk bojowy i oczekiwali na przeciwnika, który ukazał im się dopiero po południu.
Ponieważ armia króla liczebnie znacznie przewyższała armię Cyrusa, zaproponował on Klearchosowi, by Grecy uderzyli w środek linii przeciwnika zapewne sądząc, że zabicie króla położy kres bitwie. Klearchos jednak odmówił, ponieważ środek armii króla był całkowicie poza zasięgiem skrzydła greckiego. Taki manewr oderwałby skraj skrzydła od rzeki, co naraziłoby ich na okrążenie.
Gdy wojsko Artakserksesa zbliżyło się na odległość 3–4 stadiów (około 600 metrów), Klearchos wydał rozkaz i Grecy ruszyli do przodu, podczas gdy reszta wojska Cyrusa pozostała na swoim miejscu. Żołnierze biegli i uderzali włóczniami o tarcze. Na ten widok linia wojsk perskich załamała się i wojownicy zaczęli uciekać zanim jeszcze doszło do bezpośredniego starcia. Podczas tej gonitwy Persowie ani Grecy nie ponieśli żadnych strat, oprócz jednego Greka ranionego strzałą.
Bezruch prawego skrzydła armii króla skończył się z chwilą wydania przez Artakserksesa rozkazu okrążenia skrzydła przeciwnika. Wtedy Cyrus, chcąc uniknąć zajścia od tyłu, wykonał niespodziewany ruch, zaatakował wraz ze swoimi 600 jeźdźcami środek armii Artakserksesa. W krótkim czasie rozgromił oddziały przed królem, ale jego jeźdźcy rozproszyli się na polu bitwy. Sam Cyrus z kilkoma najbliższymi wojownikami dotarł aż do Artakserksesa i własnoręcznie zranił go poważnie w pierś. Jednak po chwili zginął ugodzony włócznią w oko.
Martwemu Cyrusowi król kazał obciąć głowę i prawą rękę. 
Pozostałe oddziały Cyrusa pod dowództwem Arjanosa (który jak się zdaje nie przyłożył się do walki) zaczęły uciekać w kierunku swojego obozu, gdzie poddały się Artakserksesowi. Przy tej okazji cały obóz został doszczętnie złupiony.
Tymczasem Tyssafernes zebrał rozbite oddziały perskie i uderzył na greckich peltastów. Ich dowódca Epistenes widząc, że nie powstrzyma natarcia, przepuścił żołnierzy przeciwnika i zaczął razić ich tyły. Za ten manewr został później wyróżniony.
Tyssafernes pod gradem pocisków nie zawrócił już, ale pognał dalej i połączył się z Artakserksesem w dawnym obozie Cyrusa. Połączone wojska króla wróciły tą samą drogą, jaką przyszły do obozu i ustawiły się naprzeciw linii Greków.
Grecy ponownie ruszyli do ataku i sytuacja się powtórzyła, Persowie zaczęli uciekać w odległości jeszcze większej niż poprzednio. Grecy ścigali ich aż do wsi, za którą znajdowało się wzniesienie. Na wzgórzu znajdowała się jednak konnica. Po krótkiej przerwie Grecy znów ruszyli do ataku. Persowie ponownie uciekli rozpraszając się na wszystkie strony, tak że Grecy nie widzieli sensu ich gonić.
Po naradzie oddziały wracają do rozgrabionych taborów. Nic nie wiedząc o śmierci Cyrusa sądzą, że również odniósł zwycięstwo.
Tak kończy się bitwa. Następnego dnia docierają złe wieści o przegranej. Król nakazuje im złożenie broni, nie odważa się jednak zaatakować Greków, którzy nie ponosząc strat stanowią poważną siłę bojową. Sytuacja robi się patowa. Ani król, ani Grecy nie chcą rozpoczynać walki. Rozpoczynają się negocjacje, ale nie przynoszą żadnego rozwiązania akceptowalnego przez Greków. W końcu pomimo trudnego położenia postanawiają się nie poddawać, ale ruszyć w drogę powrotną do Grecji.